# Даниленко Йосип Абрамович
Йосип Абрамович Даниленко (нар. 15 листопада 1903, с. Новий Бурлук Харківська область Україна — 5 січня 1980, Харків, УРСР, СРСР) — радянський, український вчений-тваринник, академік ВАСГНІЛ (1966), доктор сільськогосподарських наук (1965), професор (1966).

## Біографія
Йосип Абрамович народився 15 листопада 1903 у селі Новий Бурлук.
Працював агрономом в установах сільгоспкооперації (1923—1930).
У 1930 році закінчив Харківський інститут зернового господарства.
З 1930 по 1939 рік працював в управлінні радгоспів.
З 1939 по 1941 рік працював в Українському інституті тваринництва (з 1944 Науково-дослідний інститут тваринництва Лісостепу і Полісся УРСР).
З 1939 по 1940 роки заступник директора інституту.
У 1941 році був призначений на посаду директора Науково-дослідного інституту тваринництва Лісостепу і Полісся. Дану посаду він займав до 1973 року, потім був консультантом. Член ВКП(б) з 1946 року.
Помер 5 січня 1980 року в Харкові.

## Наукова діяльність
Основні наукові праці присвячені питанням кормовиробництва, годівлі та утримання сільськогосподарських тварин. Автор близько 300 наукових робіт, понад 30 книг і брошур і 8 монографій.
- Розробляв агротехніку вирощування, підвищення врожайності та поживної цінності кукурудзи та цукрового буряка.
- Вивчав ефективність застосування змішаних посівів, використання добрив.
- Проводив роботи з сортовипробування кормових культур, обробітку люцерни, створення довголітніх пасовищ.

## Вибрані публікації
- Выращивание и откорм свиней на мясо. Киев: Госсельхозиздат УССР, 1961. 133 с.
- Искусственное осеменение сельскохозяйственных животных: (обобщение передового опыта). Харьков: Кн. изд-во, 1963. 184 с.
- Механизированная ферма на 1100 коров. М.: Колос, 1965. 181 с.
- Технология и комплексная механизация силосования кормов: рекомендации. Харьков: Прапор, 1966. 92 с.
- Влияние термической обработки на растворимость белков гороха и азотистый обмен у жвачных животных / соавт. Р. А. Татузян. Докл. ВАСХНИЛ. 1970. № 6. С. 19–22.
- Требования к кормам и соотношению питательных веществ при кормлении молочных коров. Развитие молоч. и мясн. скотоводства в СССР. М., 1981. С. 263-267.

## Нагороди
- «Орден Леніна»;
- три ордени «Трудового Червоного Прапора» (1958),
- два ордени «Знак Пошани» (1950, 1963);
- 19 медалей (у тому числі три медалі «За трудову доблесть»)[2].